# بورکی (شهرستان رازنگ پودلاسکی)
بورکی (به لهستانی:  Borki) یک روستا در لهستان است که در گمینا بورکی واقع شده‌است.